# كندرا سوندرز
كندرا سوندرز (بالإنجليزية: Kendra Saunders)‏ هي شخصية خيالية من دي سي كومكس ظهرت في الكثير من القصص المصورة لها والمسلسلات التلفزيونية لها، ظهرت لأول مرة في القصص المصورة في أغسطس من عام 1999، وهي إحدى الشخصيات العادية أو المدنية الغير خارقة لهوكغيرل.